# 小行星9828
小行星9828（英語：9828 Antimachos）是一颗围绕太阳公转的小行星。1973年9月19日，C. J. 万·豪敦、I. 万·豪敦-格勒内费尔德、T. 赫雷爾斯在帕洛马山发现了此天体。
这颗小行星的绝对星等为19.68960534954863等。